# Ingemar Bratt

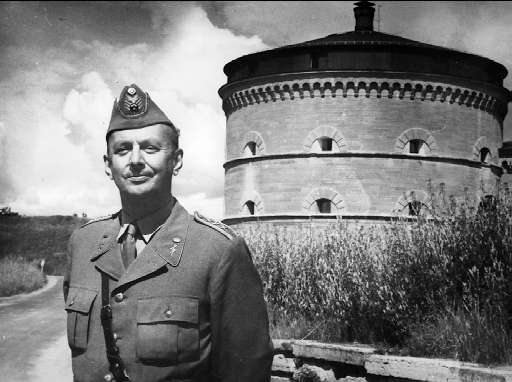
Ingemar Bratt, 1962.

Tage Ingemar Bratt, född den 15 december 1909 i Stockholm, död den 28 november 1984 i Hjo, var en svensk militär. Han var son till Karl-Axel Bratt.
Bratt avlade studentexamen i Lidingö 1929 och officersexamen 1933. Han genomgick Artilleri- och ingenjörhögskolan 1934–1936 och Krigshögskolan 1942–1944. Bratt blev löjtnant vid signaltrupperna 1936, kapten där 1941, kapten vid generalstabskåren 1947 och major där 1951. Han tjänstgjorde i pansartrupperna 1952–1954 och var chef för Norrlands signalbataljon 1956–1960. Bratt befordrades till överstelöjtnant 1956 och överste 1961. Han var chef för Göta signalregemente 1961–1969 och chef för den svenska delegationen vid de neutrala nationernas övervakningskommission i Korea 1964. Bratt blev riddare av Svärdsorden 1952 och kommendör av samma orden 1965. Han var initiativtagare till Karlsborgs fästningsmuseum 1962. Bratt hade internationella uppdrag inom Rotary och var styrelseledamot i industriföretag. Han publicerade skriften Nil (1938) samt artiklar i tidskrifter och dagspress.